# Rukmini Devi Arundale
Rukmini Devi Neelakanda Sastri (Madurai, Madràs, 29 de febrer de 1904 - Chennai, 24 de febrer de 1986) va ser una ballarina, coreògrafa i activista cultural índia. Considerada entre les '100 personalitats que han afaiçonat l'Índia' pel diari India Today, va ser una figura cabdal per a la recuperació, dignificació i la divulgació dels balls tradicionals i populars del país.